# WSU World Championship
Le WSU World Championship (connu sous le nom de WSU Women's Championship  puis WSU Championship jusqu'au 1er août 2009) est un championnat de catch de la Women Superstars Uncensored (WSU). Il désigne la catcheuse vedette de cette fédération. Ce titre est créé le 14 juillet où la WSU organise un tournoi pour désigner la première championne. Alicia en sort vainqueur et depuis huit autres catcheuses ont détenu ce titre qui a connu 12 règnes et a été vacant une fois.

## Historique
| #  | Championne          | Nombre de règne | Date             | Durée                      | Lieu                            | Notes | Réf    |
| -- | ------------------- | --------------- | ---------------- | -------------------------- | ------------------------------- | --- | ------ |
| 1  | Alicia              | 1               | 14 juillet 2007  | 1 mois et 3 jours          | Lake Hiawatha (en) (New Jersey) | Elle remporte un tournoi où elle bat en finale Amy Lee, Luna Vachon et Nikki Roxx dans un match sans disqualification où le tombé peut se faire partout.  | [ 1 ]  |
| 2  | Alexa Thatcher (ja) | 1               | 17 août 2007     | 1 jour                     | Belleville (New Jersey)         | | [ 2 ]  |
| 3  | Alicia              | 2               | 18 août 2007     | 4 mois et 4 jours          | Neptune (New Jersey)            | | [ 2 ]  |
| 4  | Tammy Sytch         | 1               | 22 décembre 2007 | 2 mois et 28 jours         | Lake Hiawatha (New Jersey)      | | [ 3 ]  |
| 5  | Nikki Roxx          | 1               | 21 mars 2008     | 2 mois et 10 jours         | Bergenfield (New Jersey)        | Remporte un match à trois comprenant aussi Alexa Thatcher.                                                                                                | [ 4 ]  |
| 6  | Angel Orsini (en)   | 1               | 31 mai 2008      | 9 mois et 4 jours          | Rahway (New Jersey)             | Au cours d'un spectacle de la Jersey All Pro Wrestling | [ 5 ]  |
| 7  | Mercedes Martinez   | 1               | 7 mars 2009      | 2 ans, 11 mois et 25 jours | Boonton (New Jersey)            | Elle remporte un Bullrope match dans un Title vs. Hair match arbitré par Alicia.                                                                          | [ 6 ]  |
| 8  | Jessicka Havoc      | 1               | 3 mars 2012      | 1 mois et 25 jours         | Deer Park (New York)            | Le championnat Spirit d'Havoc est enjeu durant ce match.                                                                                                  | [ 7 ]  |
| 9  | Mercedes Martinez   | 2               | 28 avril 2012    | 0 jours                    | Deer Park (New York)            | | [ 8 ]  |
| 10 | Jessicka Havoc      | 2               | 28 avril 2012    | 2 ans et 3 jours           | Deer Park (New York)            | Elle remporte un match à trois comprenant aussi Brittney Savage (en).                                                                                     | [ 9 ]  |
| -  | Vacant              | 1               | 1er mai 2014     | 9 jours                    | -                               | La WSU décide de retirer le titre d'Havoc et de la banir à vie.                                                                                           | [ 10 ] |
| 11 | LuFisto             | 1               | 10 mai 2014      | 11 mois et 29 jours        | Voorhees (New Jersey)           | Remporte un match au meilleur des trois tombés face à Athena.                                                                                             | [ 11 ] |
| 12 | Cherry Bomb         | 1               | 9 mai 2015       | 1 an, 9 mois et 2 jours    | Vorhees (New Jersey)            | | [ 12 ] |
| 13 | Mercedes Martinez   | 3               | 11 février 2017  | 1 an, 4 mois et 5 jours    | Vorhees (New Jersey)            | | [ 13 ] |
| 14 | Tessa Blanchard     | 1               | 16 juin 2018     | 1 an, 4 mois et 2 jours    | Vorhees (New Jersey)            | | [ 14 ] |
| 15 | Kris Statlander     | 1               | 18 octobre 2019  | 1 mois et 26 jours         | Vorhees (New Jersey)            | Elle remporte un match face à Diamante. Le 3 décembre, la WSU décide de retirer le titre de Blanchard et désigne Statlander comme la nouvelle championne. | ,      |
| 16 | Brittany Blake      | 1               | 14 décembre 2019 | 5 ans et 3 mois            | Vorhees (New Jersey)            | | [ 17 ] |